# Matthew Tarrant
Matthew Tarrant, né le 11 juillet 1990, est un rameur britannique.

## Palmarès

### Championnats du monde
| Discipline | Chungju 2013 Corée du Sud | Amsterdam 2014 Pays-Bas | Aiguebelette 2015 France |
| ---------- | ------------------------- | ----------------------- | ------------------------ |
| Deux barré |                           |                         | Or                       |
| Huit       |                           | Or                      |                          |

### Championnats d'Europe
| Discipline | Chungju 2013 Corée du Sud | Amsterdam 2014 Pays-Bas | Aiguebelette 2015 France |
| ---------- | ------------------------- | ----------------------- | ------------------------ |
| Huit       |                           | Bronze                  |                          |